# NGC 6316
NGC 6316 es un cúmulo globular ubicado en la constelación de Ofiuco. Su clase de concentración de Shapley-Sawyer es III, lo que significa que tiene un "núcleo interno fuerte de estrellas". Fue descubierto por el astrónomo británico, de origen alemán, William Herschel, el 24 de mayo de 1784. Está a una distancia de unos 35.900 años luz de la Tierra.
NGC 6316 tiene una metalicidad de -0.45; esto significa que su relación de hidrógeno/helio a otros elementos es solo del 35% de la del Sol, pero aun así es suficiente para ser considerado un cúmulo globular "rico en metales".